# 서영보
서영보(徐榮輔, 1759년 ~ 1816년)는 조선의 문신이다. 본관은 대구, 자는 경세(慶世), 호는 죽석(竹石)이다. 순조 시대 정계의 핵심 인물로, 천생오태사(天生五太史) 중 하나였다.

## 생애
1789년(정조 13) 식년문과에 장원 급제해서 수찬을 거쳐 암행어사로 민정을 다스리고 이후 검교직각을 거쳐 승지, 대사간으로 경시관을 겸하고 사간원대사간, 성균관대사성을 거쳐 다시 승지를 하다 황해도관찰사로 검교직각, 원임직각을 겸한다. 이후 경기도관찰사, 성균관대사성, 홍문관부제학을 지낸다. 이후 형조판서, 예조판서로 서사관을 겸하다 사헌부대사헌, 홍문관제학, 형조판서, 호조판서, 예문관제학, 판의금부사를 거쳐 평안도관찰사로 외직에 나갔다가 규장각제학을 거쳐 이조판서가 되고 홍문관제학, 형조판서, 병조판서, 판의금부사를 하며 좌빈객과 우빈객을 겸한다. 이후 지중추부사로 물러난다. 시호는 문헌(文憲)이다.

## 가족
- 조부 : 서지수(徐志修)
  - 아버지 : 서유신(徐有臣)
- 외조부 : 류성제(柳聖躋)
  - 어머니 : 진주 류씨(晉州柳氏[移])
    - 부인 : 정상인(鄭象仁)의 딸
      - 아들 : 서기순(徐箕淳)